# День автомобіліста і дорожника
День автомобіліста і дорожника — професійне свято працівників автомобільного транспорту і дорожнього господарства України. Свято успадковане від Радянського Союзу і відзначається як в Україні, так і в Російській Федерації, щорічно в останню неділю жовтня.

## Історія свята
Свято встановлено в Україні «…на підтримку ініціативи працівників автомобільного транспорту і дорожнього господарства…» згідно з Указом Президента України «Про День автомобіліста і дорожника» від 13 жовтня 1993 року № 452/93.
У Радянському Союзі подібне свято започаткували Указом Президії Верховної Ради СРСР № 3018-Х «Про святкові і пам'ятні дні», де, зокрема, згадувався «День автомобіліста», який мали святкувати в останню неділю жовтня. Це свято стало більш відомим під назвою «День водія». В Україні, за часів незалежності, День водія зробили спільним професійним святом як для водіїв, так і для працівників шляхового господарства під назвою «День автомобіліста і дорожника».
У 2008 році третій президент України В. А. Ющенко, вітаючи працівників цих галузей промисловості з їх професійним святом сказав:
|  | Ваша наполеглива праця має велике значення для функціонування всіх галузей економіки. Завдяки професіоналізму та сумлінності працівників дорожнього господарства з'являються нові сучасні дороги, які єднають усі куточки нашої держави, пов'язують Україну зі світом. Саме від стану доріг та злагодженої роботи перевізників залежить якість та своєчасність забезпечення потреб громадян, виробництва, соціальної сфери. |